# 圣普正珍大殿

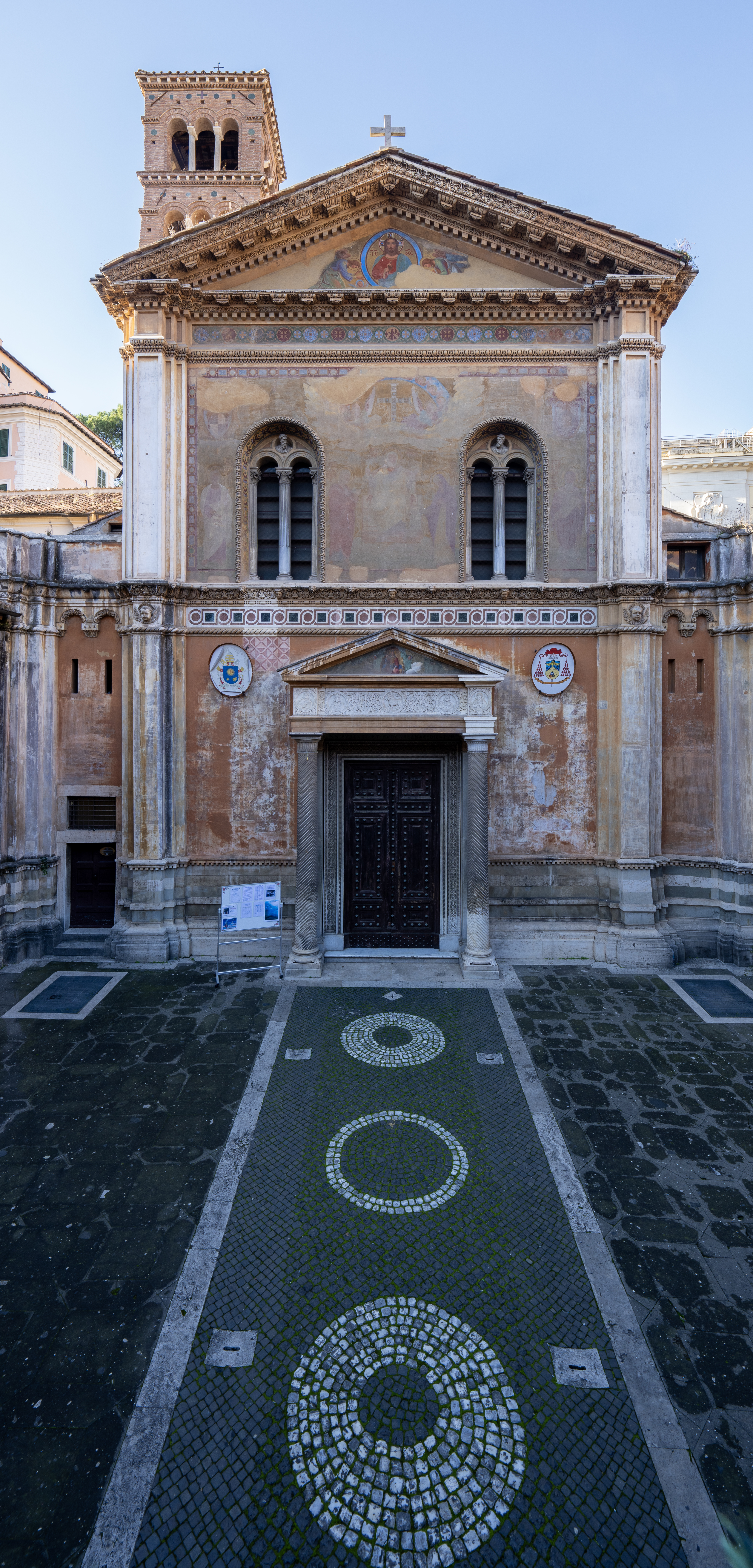
圣普正珍大殿

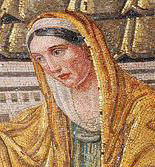
Close-up of Saint Pudentiana in the mosaic of the apse

圣普正珍大殿（義大利語：Basilica di Santa Pudenziana）是罗马的一座4世纪宗座圣殿，供奉圣普正珍（圣巴西德的姐妹）。圣普正珍大殿是菲律宾在當地的国家教堂。也是司鐸級樞機前田萬葉的領銜聖堂。 

## 历史
圣普正珍大殿是罗马最古老的基督徒崇拜场所。